# Доні Церовляни
Доні Церовляни (хорв. Donji Cerovljani) — населений пункт у Хорватії, у Сисацько-Мославинській жупанії у складі громади Хорватська Дубиця.

## Населення
Населення за даними перепису 2011 року становило 76 осіб.
Динаміка чисельності населення поселення:

## Клімат
Середня річна температура становить 11,41 °C, середня максимальна – 25,95 °C, а середня мінімальна – -5,51 °C. Середня річна кількість опадів – 949 мм.
| Клімат поселення                              | Клімат поселення | Клімат поселення | Клімат поселення | Клімат поселення | Клімат поселення | Клімат поселення | Клімат поселення | Клімат поселення | Клімат поселення | Клімат поселення | Клімат поселення | Клімат поселення | Клімат поселення |
| Показник                                      | Січ.             | Лют.             | Бер.             | Квіт.            | Трав.            | Черв.            | Лип.             | Серп.            | Вер.             | Жовт.            | Лист.            | Груд.            |                  |
| Середній максимум, °C                         | 7,12             | 9,11             | 13,43            | 17,94            | 22,70            | 25,95            | 24,83            | 23,99            | 20,29            | 15,35            | 10,02            | 5,79             |                  |
| Середня температура, °C                       | 0,80             | 2,81             | 7,10             | 11,65            | 16,38            | 19,64            | 21,20            | 20,37            | 16,67            | 11,72            | 6,39             | 2,17             |                  |
| Середній мінімум, °C                          | −5,51            | −3,51            | 0,80             | 5,32             | 10,08            | 13,32            | 17,58            | 16,74            | 13,06            | 8,10             | 2,76             | −1,45            |                  |
| Норма опадів, мм                              | 61               | 56               | 66               | 80               | 83               | 95               | 87               | 86               | 82               | 86               | 92               | 75               |                  |
| Середньомісячна швидкість вітру, м/с          | 1.60             | 1.80             | 2.20             | 2.10             | 1.90             | 1.80             | 1.70             | 1.60             | 1.56             | 1.60             | 1.60             | 1.62             |                  |
| Середньомісячна сонячна радіація, кДж/м²·день | 4332             | 7152             | 11005            | 15415            | 19705            | 21937            | 22910            | 20133            | 14863            | 9194             | 4898             | 3600             |                  |
| --------------------------------------------- | ---------------- | ---------------- | ---------------- | ---------------- | ---------------- | ---------------- | ---------------- | ---------------- | ---------------- | ---------------- | ---------------- | ---------------- | ---------------- |
| Джерело:                                      |                  |                  |                  |                  |                  |                  |                  |                  |                  |                  |                  |                  |                  |